# DHB-Pokal 1977
Der DHB-Pokal 1977 war die dritte Austragung des Handballpokalwettbewerbs der Herren. Das Finale fand am 10. Juni 1977 vor etwa 1800 Zuschauern in der Dortmunder Westfalenhalle statt. Sieger des Endspiels wurde der VfL Gummersbach.

## Modus
Erstmals traten 64 Mannschaften aus der Bundesliga, der Regionalliga (= 2. Liga), der Oberliga (= 3. Liga, in Berlin: Stadtliga) und dem Landesverband unterhalb der Oberliga im K.-o.-System gegeneinander an. Es wurden zwei Hauptrunden ausgetragen. Danach erfolgte die weitere Ausspielung in Achtel-, Viertel und Halb-Finals sowie einem Endspiel.

## Teilnehmende Mannschaften
| Bundesliga die 20 Vereine der Saison 1976/77 | Regionalliga die 20 Vereine der Saison 1976/77 | Oberliga | Landesverband |
| TSV Grün-Weiß Dankersen OSC 04 Rheinhausen TV Großwallstadt TuS Hofweier TV 05/07 Hüttenberg SG Dietzenbach VfL Gummersbach TuS Nettelstedt TSV Milbertshofen Frisch Auf Göppingen TuS Derschlag 1881 THW Kiel TuS 05 Wellinghofen TV Grambke Bremen TSV 1896 Rintheim SG Leutershausen TuS Eintracht Wiesbaden TSG Oßweil Reinickendorfer Füchse SC Phönix Essen 1920 | SG VTB/Altjührden VfL Eintracht Hagen TV 1893 Neuhausen TUSEM Essen TuS Thomasberg-Ittenbach VfL Lichtenrade Hamburger SV TuS 1860 Neunkirchen TSV Birkenau TV 1913 Urmitz TSB Flensburg VfL Bad Schwartau TSV Bayer Dormagen TuS Griesheim TuSpo Nürnberg Alemannia Aachen SV Grunewald 60 Spfr. Hamborn 07 TSV Jahn Gensungen TS Steinheim 1874 | MTV Herrenhausen TB 1891 Wülfrath TSG Biewer FC Augsburg VfR 1900 Frankenthal TSV Germania Malsch MTV Herzhorn Solinger SC 95/98 ATSV Habenhausen SG TV/DJK Bingen-Büdesheim TSG Haßloch BSC Rehberge Berlin HC Schöneberg 77 | Bramstedter TS MTV Jever 1862 MTV Warberg Sonstige (Liga oder Verband unbekannt): TV Petterweil SG Nußloch TSV Calw ESV München-Laim TSV Erbach 1911 TSG Sulzbach TV 1896 Oberflockenbach TSV Scharnhausen |

## Erste Hauptrunde
Die Spiele der ersten Hauptrunde fanden am 30. April 1977 statt.
| Datum         | Mannschaft 1                    |   | Mannschaft 2                  | Ergebnis    |
| ------------- | ------------------------------- | - | ----------------------------- | ----------- |
| 30. Apr. 1977 | TuS 05 Wellinghofen (BL)        | – | Reinickendorfer Füchse (BL)   | 11:14       |
| 30. Apr. 1977 | SC Phönix Essen 1920 (BL)       | – | VfL Gummersbach (BL)          | 18:31       |
| 30. Apr. 1977 | TSV 1896 Rintheim (BL)          | – | TV Großwallstadt (BL)         | 11:14       |
| 30. Apr. 1977 | SG VTB/Altjührden (RL)          | – | TuS Derschlag 1881 (BL)       | 15:25       |
| 30. Apr. 1977 | VfL Eintracht Hagen (RL)        | – | TSV Grün-Weiß Dankersen (BL)  | 22:26       |
| 30. Apr. 1977 | TV 1893 Neuhausen (RL)          | – | TuS Eintracht Wiesbaden (BL)  | 17:14       |
| 30. Apr. 1977 | MTV Herrenhausen (OL)           | – | THW Kiel (BL)                 | 16:24       |
| 30. Apr. 1977 | TB 1891 Wülfrath (OL)           | – | OSC 04 Rheinhausen (BL)       | 21:14       |
| 30. Apr. 1977 | TSG Biewer (OL)                 | – | TuS Nettelstedt (BL)          | 23:30       |
| 30. Apr. 1977 | FC Augsburg (OL)                | – | Frisch Auf Göppingen (BL)     | 13:18       |
| 30. Apr. 1977 | VfR 1900 Frankenthal (OL)       | – | TV 05/07 Hüttenberg (BL)      | 13:20       |
| 30. Apr. 1977 | TSV Germania Malsch (OL)        | – | TSG Oßweil (BL)               | 14:12 n. V. |
| 30. Apr. 1977 | Bramstedter TS (LV)             | – | TV Grambke Bremen (BL)        | 12:19       |
| 30. Apr. 1977 | TV Petterweil (?)               | – | TuS Hofweier (BL)             | 14:16       |
| 30. Apr. 1977 | SG Nußloch (?)                  | – | SG Leutershausen (BL)         | 17:20       |
| 30. Apr. 1977 | TSV Calw (?)                    | – | SG Dietzenbach (BL)           | 11:20       |
| 30. Apr. 1977 | TUSEM Essen (RL)                | – | TuS Thomasberg-Ittenbach (RL) | 36:22       |
| 30. Apr. 1977 | VfL Lichtenrade (RL)            | – | Hamburger SV (RL)             | 08:17       |
| 30. Apr. 1977 | TuS 1860 Neunkirchen (RL)       | – | TSV Birkenau (RL)             | 26:15 n. V. |
| 30. Apr. 1977 | TV 1913 Urmitz (RL)             | – | TSB Flensburg (RL)            | 19:24       |
| 30. Apr. 1977 | VfL Bad Schwartau (RL)          | – | TSV Bayer Dormagen (RL)       | 19:14       |
| 30. Apr. 1977 | TuS Griesheim (RL)              | – | TuSpo Nürnberg (RL)           | 13:15       |
| 30. Apr. 1977 | MTV Herzhorn (OL)               | – | Alemannia Aachen (RL)         | 21:18       |
| 30. Apr. 1977 | MTV Jever 1862 (LV)             | – | SV Grunewald 60 (RL)          | 18:14       |
| 30. Apr. 1977 | MTV Warberg (LV)                | – | Spfr. Hamborn 07 (RL)         | 21:22       |
| 30. Apr. 1977 | ESV München-Laim (?)            | – | TSV Jahn Gensungen (RL)       | 18:19       |
| 30. Apr. 1977 | Solinger SC 95/98 (OL)          | – | ATSV Habenhausen (OL)         | 21:19       |
| 30. Apr. 1977 | SG TV/DJK Bingen-Büdesheim (OL) | – | TSV Erbach 1911 (?)           | 19:20 n. V. |
| 30. Apr. 1977 | TSG Sulzbach (?)                | – | TSG Haßloch (OL)              | 19:16       |
| 30. Apr. 1977 | TV 1896 Oberflockenbach (?)     | – | BSC Rehberge Berlin (OL)      | 21:8        |
| 30. Apr. 1977 | TSV Scharnhausen (?)            | – | HC Schöneberg 77 (OL)         | 21:15       |
| –             | TS Steinheim 1874 (RL)          | – | TSV Milbertshofen (BL)        | 00:0*       |

* TSV Milbertshofen verzichtete, womit TS Steinheim 1874 in die 2. Hauptrunde einzog.

## Zweite Hauptrunde
Die Spiele der zweiten Hauptrunde fanden am 7. Mai 1977 statt.
| Datum       | Mannschaft 1                 |   | Mannschaft 2                | Ergebnis |
| ----------- | ---------------------------- | - | --------------------------- | -------- |
| 7. Mai 1977 | TuS Nettelstedt (BL)         | – | THW Kiel (BL)               | 19:11    |
| 7. Mai 1977 | TSV Grün-Weiß Dankersen (BL) | – | VfL Gummersbach (BL)        | 21:22    |
| 7. Mai 1977 | TuS Hofweier (BL)            | – | SG Leutershausen (BL)       | 25:22    |
| 7. Mai 1977 | Spfr. Hamborn 07 (RL)        | – | Reinickendorfer Füchse (BL) | 20:17    |
| 7. Mai 1977 | VfL Bad Schwartau (RL)       | – | TV Grambke Bremen (BL)      | 08:14    |
| 7. Mai 1977 | TuSpo Nürnberg (RL)          | – | TV 05/07 Hüttenberg (BL)    | 10:19    |
| 7. Mai 1977 | TB 1891 Wülfrath (OL)        | – | TuS Derschlag 1881 (BL)     | 16:21    |
| 7. Mai 1977 | TSV Germania Malsch (OL)     | – | TV Großwallstadt (BL)       | 10:18    |
| 7. Mai 1977 | Frisch Auf Göppingen (BL)    | – | TSV Erbach 1911 (?)         | 24:17    |
| 7. Mai 1977 | TV 1896 Oberflockenbach (?)  | – | SG Dietzenbach (BL)         | 19:11    |
| 7. Mai 1977 | TS Steinheim 1874 (RL)       | – | TSV Jahn Gensungen (RL)     | 13:19    |
| 7. Mai 1977 | MTV Herzhorn (OL)            | – | TSB Flensburg (RL)          | 22:18    |
| 7. Mai 1977 | Solinger SC 95/98 (OL)       | – | Hamburger SV (RL)           | 13:19    |
| 7. Mai 1977 | MTV Jever 1862 (OL)          | – | TUSEM Essen (RL)            | 17:22    |
| 7. Mai 1977 | TSV Scharnhausen (?)         | – | TuS 1860 Neunkirchen (RL)   | 23:17    |
| 7. Mai 1977 | TSG Sulzbach (?)             | – | TV 1893 Neuhausen (RL)      | 18:13    |

## Achtelfinale
Die Spiele der Achtelfinals fanden am 21. Mai 1977 statt.
| Datum        | Mannschaft 1                |   | Mannschaft 2              | Ergebnis |
| ------------ | --------------------------- | - | ------------------------- | -------- |
| 21. Mai 1977 | TV Großwallstadt (BL)       | – | TuS Hofweier (BL)         | 20:25    |
| 21. Mai 1977 | TuS Nettelstedt (BL)        | – | TV Grambke Bremen (RL)    | 20:16    |
| 21. Mai 1977 | Spfr. Hamborn 07 (RL)       | – | VfL Gummersbach (BL)      | 19:20    |
| 21. Mai 1977 | TUSEM Essen (RL)            | – | TuS Derschlag 1881 (BL)   | 22:23    |
| 21. Mai 1977 | TV 1896 Oberflockenbach (?) | – | TV 05/07 Hüttenberg (BL)  | 15:18    |
| 21. Mai 1977 | TSV Scharnhausen (?)        | – | Frisch Auf Göppingen (BL) | 17:23    |
| 21. Mai 1977 | MTV Herzhorn (OL)           | – | Hamburger SV (RL)         | 19:17    |
| 21. Mai 1977 | TSG Sulzbach (?)            | – | TSV Jahn Gensungen (RL)   | 18:24    |

## Viertelfinale
Die Spiele der Viertelfinals fanden am 28. Mai 1977 statt.
| Datum        | Mannschaft 1             |   | Mannschaft 2              | Ergebnis |
| ------------ | ------------------------ | - | ------------------------- | -------- |
| 28. Mai 1977 | TuS Hofweier (BL)        | – | TuS Derschlag 1881 (BL)   | 24:22    |
| 28. Mai 1977 | TV 05/07 Hüttenberg (BL) | – | Frisch Auf Göppingen (BL) | 25:17    |
| 28. Mai 1977 | TSV Jahn Gensungen (RL)  | – | VfL Gummersbach (BL)      | 13:25    |
| 28. Mai 1977 | MTV Herzhorn (OL)        | – | TuS Nettelstedt (BL)      | 23:20    |

## Halbfinale
Die Spiele der Halbfinals fanden am 4. Juni 1977 statt.
| Datum        | Mannschaft 1             |   | Mannschaft 2         | Ergebnis |
| ------------ | ------------------------ | - | -------------------- | -------- |
| 4. Juni 1977 | TV 05/07 Hüttenberg (BL) | – | TuS Hofweier (BL)    | 22:15    |
| 4. Juni 1977 | MTV Herzhorn (OL)        | – | VfL Gummersbach (BL) | 11:17    |

## Finale
Das Finalspiel um den DHB-Pokal wurde am 10. Juni 1977 zwischen dem VfL Gummersbach und dem TV 05/07 Hüttenberg vor etwa 1800 Zuschauern in der Dortmunder Westfalenhalle ausgetragen. Den Pokal sicherte sich zum ersten Mal in der Vereinsgeschichte die Mannschaft vom VfL Gummersbach, die das Team des TV 05/07 Hüttenberg mit 16:14 besiegte.
| Datum         | Mannschaft 1         |   | Mannschaft 2             | Ergebnis |
| ------------- | -------------------- | - | ------------------------ | -------- |
| 10. Juni 1977 | VfL Gummersbach (BL) | – | TV 05/07 Hüttenberg (BL) | 16:14    |